# 2811 Střemchoví
A 2811 Střemchoví (ideiglenes jelöléssel 1980 JA) a Naprendszer kisbolygóövében található aszteroida. Antonín Mrkos fedezte fel 1980. május 10-én.